# Meknès-Tafilalet
Meknès-Tafilalet (arapski: مكناس تافيلالت) je jedna od 16 regija Maroka i nalazi se na sjeveru kraljevine, na granici s Alžirom. U području regije živi 2,141.527 stanovnika (stanje po popisu iz 2004. godine), na površini od 79.210 km2. Glavni grad je Meknès.

## Administrativna podjela
Regija se sastoji od sljedećih provincija:
- Meknès
- El Hajeb
- Errachidia
- Ifrane
- Khénifra
- Midelt